# Nordiskt innovationscenter

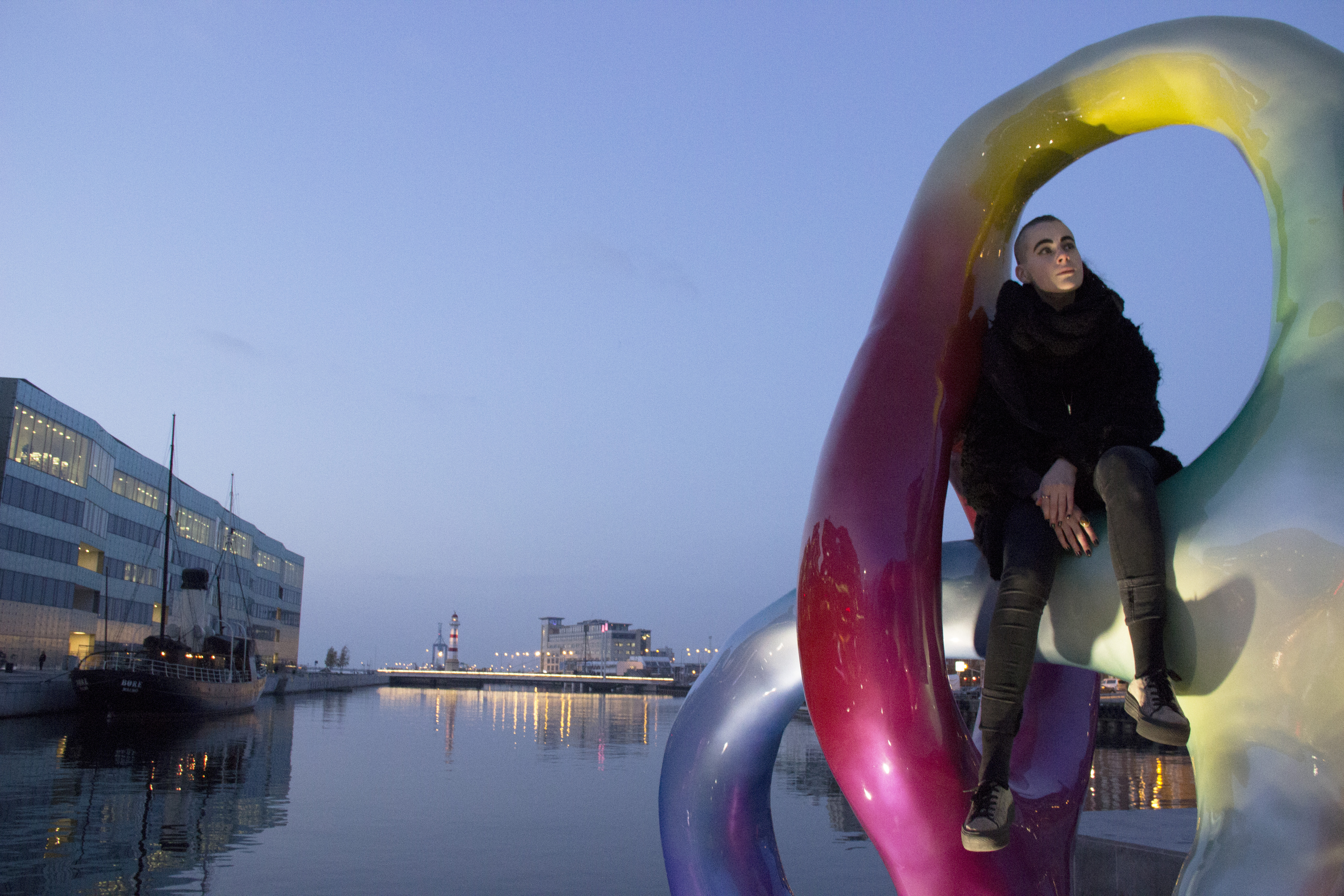

Nordiskt innovationscenter (NICe) är en organisation som finansieras av de nordiska länderna och verkar under Nordiska ministerrådet. NICe initierar och finansierar projekt som stimulerar genomförandet av nordiska partnerskapsprogram inom handel, industri och innovation. Organisationen samarbetar med näringsliv, myndigheter och forskningsområdet. Dess roll är också att förmedla kunskap om innovation och sprida resultaten från sina projekt. Målsättningen är att bidra och öka innovationsförmågan och konkurrenskraften hos nordiskt näringsliv genom innovation över gränserna.
Nordisk Innovation definierar innovation som nya produkter, tjänster, marknader, processer eller organisationsmodeller som skapar ekonomiska fördelar eller andra värden för samhället. Innovation skapas av företag och offentliga tjänsteleverantörer och har stor betydelse inom alla branscher och sektorer. Detta utgör en bred syn på innovation som inbegriper flera olika innovationskällor och flera olika typer av innovation. NICe strävar efter att uppmuntra innovation inom alla områden och sektorer, inklusive offentlig förvaltning.
”Nordiska mervärden” skapas när gränsöverskridande samarbete mellan organisationer genererar mer värde än vad som skulle ha genererats om företagen agerat endast på nationell nivå. 

## Nordiska Innovation ska
- Stimulera innovation
- Skapa relationer
- Bryta barriärer

## Kärnvärden
- Främja samarbete
- Ta initiativ
- Utöva expertis

## Nordisk Innovation ska kännetecknas av
- Professionalism
- Öppenhet
- Internationell överblick – nordiska kunskaper